# Zhanjie
Zhanjie (kinesiska: 站街, 站街镇) är en köping i Kina. Den ligger i provinsen Henan, i den centrala delen av landet, omkring 54 kilometer väster om provinshuvudstaden Zhengzhou. Antalet invånare är 22 757. Befolkningen består av 11 428 kvinnor och 11 329 män. Barn under 15 år utgör 13,0 %, vuxna 15-64 år 76 %, och äldre över 65 år 10,0 %.
Genomsnittlig årsnederbörd är 617 millimeter. Den regnigaste månaden är juli, med i genomsnitt 126 mm nederbörd, och den torraste är december, med 4 mm nederbörd.